# Gordolasque
La Gordolasque est une rivière du massif du Mercantour, dans le département des Alpes-Maritimes, en région Provence-Alpes-Côte d'Azur, et un affluent de la rivière la Vésubie, donc un sous-affluent du fleuve le Var.

## Géographie
D'une longueur de 18,7 km, elle prend source à 2 675 m d'altitude dans le vallon de la Fous, sur la commune de Belvédère. Elle a aussi pour source secondaire le lac Long (2 566 m), sur la terrasse du Gelas juste en dessous de la Cime du Gelas (3 143 m).
Puis la Gordolasque est un torrent qui traverse alors le lac de la Fous (2 210 m), en contrebas du refuge de la Fédération française des clubs alpins et de montagne, dit refuge de Nice. Le lac de la Fous est lui-même alimenté par le lac Long et le lac Niré.
Avant d'atteindre les premières habitations, ce sont les eaux du lac Autier qui viendront alimenter la Gordolasque, sous les cimes de l'Estrech. La Gordolasque traverse ensuite deux hameaux, Les Clots et Saint-Grat.
Le torrent passe à proximité de Belvédère avant de se jeter dans la Vésubie sur la commune de Roquebillière à 540 m d'altitude environ.
Le lac de la Fous est exploité par EDF ; une conduite d'eau forcée part de l'ouvrage de retenue pour alimenter la turbine de la centrale au Countet, qui alimente la commune de Belvédère (1 613 m).

### Communes et cantons traversés
Dans le seul département des Alpes-Maritimes, la Gordolasque traverse les deux communes suivantes, dans un seul canton, dans le sens amont vers aval, de Belvédère (source), Roquebillière (confluence).
Soit en termes de cantons, la Gordolasque prend sa source et conflue dans le même canton de Roquebillière, dans l'arrondissement de Nice et dans l'intercommunalité Métropole Nice Côte d'Azur.

### Bassin versant
La Gordolasque traverse une seule zone hydrographique « La Vésubie du vallon de Champouns inclus au ruisseau de la Planchette » (Y631) de 230 km2 de superficie. Ce bassin versant est constitué à 94,96 % de « forêts et milieux semi-naturels », à 3,99 % de « territoires agricoles », à 0,94 % de « territoires artificialisés »,.
Les cours d'eau voisins sont le Gesso ( Piémont) au nord, la Valmasque au nord-est, la Minière et la Roya à l'est, la Bévéra au sud-est, le Paillon au sud, la Vésubie au sud-ouest, à l'ouest et au nord-ouest.

### Organisme gestionnaire
Le SIAQUEBA ou Syndicat intercommunal de l'Amélioration de la QUalité des Eaux de la Brague et de ses Affluents, créé en février 1989 et concernant dix communes n'est plus l'organisme gestionnaire. L'organisme gestionnaire est le SMIAGE ou Syndicat Mixte Inondations, Aménagements et Gestion de l'Eau maralpin, créé en le 1er janvier 2017 , et s'occupe désormais de la gestion des bassins versants côtiers des Alpes-Maritimes, en particulier de celui du fleuve le Var. Celui-ci « a été reconnu comme EPTB, avec les félicitations du jury, lors de la séance du comité de bassin de l’Agence l’eau Rhône-Méditerranée-Corse du vendredi 22 juin 2018 car il porte à la fois des politiques liées à la prévention du risque inondation et la gestion des milieux aquatiques »,.

## Affluents
La Gordolasque a un affluent référencé :
- Le Vallon des Graus (rg[note 2]) 9,5 km sur la seule commune de Belvédère[8].

Géoportail ajoute le Vallon de l'Autier (rg) 1 km environ qui prend source au lac Autier.

### Rang de Strahler
Donc le rang de Strahler de la Gordolasque est de deux par le vallon des Graus.

## Hydrologie
Son régime hydrologique est dit pluvio-nival.

## Aménagements et écologie
Une seule AAPPMA dite « la Gordolasque » est présente sur la Gordolasque.

## Autour du lieu

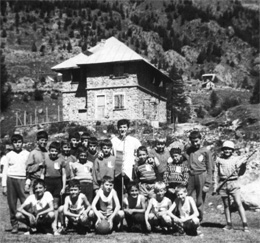
Colonie de Vacances de la Semeuse dans la vallée de la Gordolasque en 1965

- Depuis 1946, la vallée accueille de jeunes niçois en colonie de vacances organisée chaque année par l'association la Semeuse. Deux bâtiments entourés de tentes forment en été le cœur de la colonie ; elle se trouve sur la partie de la vallée appelée Saint-Grat.
- À quelques pas au-dessus du parking terminal de la route de la Gordolasque, on trouve un abri de berger en pierres sèches. Dans les années 1960, il a servi au tournage de la saison 1 de Belle et Sébastien, où il est appelé le refuge du Grand Baou. Le Grand Baou et la Demoiselle sont en réalité les cimes de l'Estrech, visibles en haut à droite du cliché ci-dessus[10].
- Au printemps 2009, Jean-François Amiguet a tourné un long métrage, Sauvage, avec Jean-Luc Bideau et Clémentine Beaugrand. Ce film est également tourné aux alentours de l'abri en pierres sèches. Il est sorti le 27 octobre 2010 en Suisse et fut projeté au festival des films de montagne à Autrans dans L'Isère.
- Le peintre Alexis Mossa a réalisée une aquarelle de la Gordolasque[11].

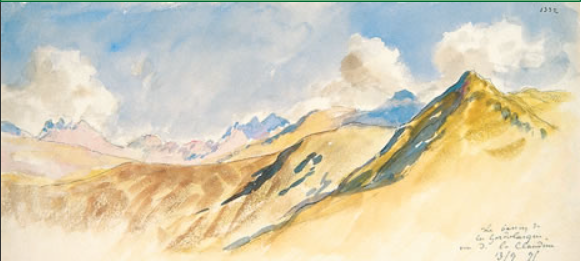
Le bassin de la Gordolasque vu de la Claudine, 13 septembre 1895 (Alexis Mossa).